# Joachim Christian Timm
Joachim Christian Timm (ur. 7 grudnia 1734 w Wangerin; zm. 3 lutego 1805 w Malchin) był niemieckim farmaceutą i burmistrzem Malchin. Uważany jest za pioniera nowoczesnej botaniki w Niemczech.

## Życiorys
Joachim Christian Timm urodził się jako syn kupca Matthiasa Ernsta Timma (1704–1779) w Wangerin na Pomorzu Tylnym. Uczęszczał do szkoły rektorskiej w Wangerin, a w 1749 roku rozpoczął pięcioletnią praktykę u farmaceuty Friedricha Johna w swoim rodzinnym mieście, gdzie następnie pracował przez rok jako asystent. W latach 50. XVIII wieku trafił do Meklemburgii. Do 1757 roku pracował dla lekarza i farmaceuty z Rostoku, dr. med. Wolffa, a później dla nadwornego aptekarza Brachta w Rostocku. Pod koniec lat 50. XVIII wieku Timm trafił do Malchin jako tymczasowy pracownik farmaceuty Georga Heinricha Krügera i jego spadkobierców. W 1760 roku Timm został farmaceutą miejskim w Malchin. W 1771 roku został wybrany senatorem. W 1778 r. Timm był drugim burmistrzem Malchin, a od 1790 r. pierwszym. Wraz z jego śmiercią tradycja jednoczesnego kierowania miastem przez więcej niż jednego burmistrza zakończyła się.
Jako farmaceuta interesował się również botaniką. Z zapałem kolekcjonował rośliny, zwłaszcza rośliny zarodnikowe, głównie w okolicach Malchin (Meklemburgia). W 1788 roku opublikował „Florae megapolitanae Prodromus”, które wzorował na pracach szwedzkiego botanika Karola Linneusza. Profesor Johann Hedwig z Lipska nazwał później na jego cześć rodzaj mchu Timmia, opisany na podstawie okazów znalezionych w pobliżu Malchin (trzęślik meklemburski Timmia megapolitana).

## Wybrane prace
- Florae Megapolitanae Prodromus. Müllerische Buchhandlung, Leipzig 1788
- Des Herrn Bürgermeister Timm Beschreibung der Malchinschen feuersichern Lehmschindel-Dächer. In: Adolph Christian Siemssen (Hrsg.): Magazin für Naturkunde und Oekonomie Mecklenburgs. Band 2. Bärensprung, Leipzig und Schwerin, 1795, S. 97–105.